# Star Screen Award/Bester Dialog
Der Star Screen Award Best Dialogue ist eine Kategorie des indischen Filmpreises Star Screen Award.
Der Star Screen Award Best Dialogue wird von einer angesehenen Jury der Bollywoodfilmindustrie gewählt. Die Gewinner werden jedes Jahr im Januar bekanntgegeben.
Prakash Kapadia ist zweimaliger Gewinner.
Liste der Gewinner:
| Jahr | Film                   | Gewinner                                          |
| ---- | ---------------------- | ------------------------------------------------- |
| 1995 | Krantiveer             | K. K. Singh                                       |
| 1996 | Ram Jaane              | Vinay Sukla                                       |
| 1997 | Maachis                | Gulzar                                            |
| 1998 | Yeshwant               | Hriday Lani                                       |
| 1999 | Zakhm                  | Girish Damija                                     |
| 2000 | Hum Dil De Chuke Sanam | Amrik Gill                                        |
| 2001 | Hera Pheri             | Neeraj Vora                                       |
| 2002 | Dil Chahta Hai         | Farhan Akhtar                                     |
| 2003 | Devdas                 | Prakash Kapadia                                   |
| 2004 | Gangaajal              | Prakash Jha                                       |
| 2005 | Veer-Zaara             | Aditya Chopra                                     |
| 2006 | Black                  | Prakash Kapadia (Hindi) & Bhavani Iyer (Englisch) |
| 2007 | Lage Raho Munna Bhai   | Rajkumar Hirani                                   |
| 2008 | Taare Zameen Par       | Amol Gupte                                        |